# Lot 33 (Île-du-Prince-Édouard)
Lot 33 est un canton dans le comté de Queens, Île-du-Prince-Édouard, Canada. Il fait partie de la Paroisse Charlotte.

## Population
- 1 097 (recensement de 2001)[1]
- 1 067 (recensement de 2006)[1]
- 1 201 (recensement de 2011)[2]

## Communautés
Incorporé :
- Brackley
- Union Road

Non-incorporé :
- Brackley Beach
- Highfield